# Seerp Gratama (1858-1923)
Seerp Gratama (Groningen, 14 december 1858 – ’s-Gravenhage, 22 mei 1923) was rechtshistoricus, rijksarchivaris van Drenthe (1887), rechter te Rotterdam (1896), raadsheer in de Hoge Raad (1904) en vicepresident van de Hoge Raad (1918). 
Gratema was een zoon van Bernard Jan Gratama, hoogleraar strafrecht en strafvordering te Groningen, en jkvr. Everdina Johanna de Jonge. Hij doorliep het gymnasium te Groningen, waarna hij in dezelfde stad rechten studeerde en er in 1883 cum laude promoveerde op het proefschrift ‘Een bijdrage tot de rechtsgeschiedenis van Drenthe, meer bijzonder de rechters en de rechtspleging betreffende’. Vervolgens studeerde hij enige tijd in Straatsburg, maar vestigde zich later als advocaat in zijn geboortestad en werd er privaatdocent. Hij maakte een uitvoerige, overwegend rechtshistorische, studie over art. 2014b BW en publiceerde hierover. 
Hij huwde op 26-10-1887 met Elizabeth Johanna Warmoldina Gelderman. Zij hadden drie kinderen; twee zoons en een dochter.
In 1907 aanvaardde hij, samen met twee hoofdambtenaren aan de departementen van Binnenlandse Zaken en Justitie, de opdracht een wetsontwerp voor te bereiden 'tot vaststelling van regelen betrekkelijk den rechtstoestand der vanouds genaamde "gemeene heiden en weiden van Gooiland"', welk ontwerp door de Regering ongewijzigd werd overgenomen (1909). Het ontwerp dat Gratama, namens het kabinet, in de Staten-Generaal verdedigde leidde in 1912 tot de Erfgooierswet, waarmee een eind werd gemaakt aan de geschillen en onlusten in het Gooiland.
Hij werd in 1907 lid, en later voorzitter, van een commissie voor het ontwerpen van een nieuwe burgerlijke procedure (ingesteld door de Nederlandse Juristen Vereniging), waarop in 1911 de Staatscommissie-Gratama werd ingesteld, die moest komen tot een ‘voorbereiding van de herziening van het Wetboek van Burgerlijke Rechtsvordering'. De commissie bracht in 1920 een advies uit voor een geheel vernieuwd wetboek, maar het ontwerp werd nooit tot wet gemaakt.
Naast zijn beroepsmatige werkzaamheden vervulde Gratama, als bestuurder of commissielid, tal van nevenfuncties op maatschappelijk en kerkelijk terrein. Te noemen zijn: Nederlandsche Juristenvereniging; Algemeene Synodale Commissie van de Waalse gemeente (1908); Pro Juventute (sedert 1904); Rijkscommissie voor Monumentenzorg (1918).

## Publicaties (selectie)
- 1884 - Eene opmerking naar aanleiding van art. 2014b B.W.; Rechtsgeleerd magazijn, III, 421
- 1889 - Eene beklemrechterlijke questie; Rechtsgeleerd magazijn, VIII, 97
- 1900 - (Karl Hegel). Die Entstehung des deutschen Städtewesens, in: Museum. Maandsblad voor Philologie en Geschiedenis 8 (1900), 221–225.
- 1894/5 - Wijziging art. 103, 2e lid der Gemeentewet; Nederlandsch Archievenblad, 81
- 1895 - Het beklemrecht in zijne geschiedkundige ontwikkeling
- 1905/6 - Erfgooiersrechten; Handd. Letterk., 106
- 1914 - De art. 331-337 over ‘het bewijs’ in het ontworpen Wetboek van Strafvordering; Weekblad van het Recht. No. 9654, 4. 9675, 3
- 1916 - Enkele opmerkingen over uitbreiding van het rechtsmiddel der Cassatie in burgerlijke Zaken; Weekblad v.h. Recht. No. 10000, 9.
- 1918/9 - De Archiefwet 1918; Nederlandsch Archievenblad, jaargang 27, 23-42.